# Chalcidoptera emissalis
Chalcidoptera emissalis is een vlinder uit de familie van de grasmotten (Crambidae). De wetenschappelijke naam van de soort is voor het eerst gepubliceerd in 1866 door Francis Walker.

## Verspreiding
De soort komt voor in Indonesië (de Molukken en het zuidoosten van Borneo), de Solomonseilanden, Papoea-Nieuw-Guinea en Australië.